# Cleveland Stadium
Cleveland Stadium, comumente chamado de Municipal Stadium ou Lakefront Stadium, foi uma Arena multiuso localizada em  Cleveland, Ohio. Foi um dos primeiros estádios multiuso, construído para acomodar tanto jogos de beisebol como de futebol americano. O estádio foi aberto em 1931 e é melhor conhecido como casa dos Cleveland Indians da Major League Baseball, de 1932 até 1993 e dos Cleveland Browns da National Football League (NFL), de 1946 até 1995, além de ser usado por outros times, esportes e concertos musicais. O estádio foi palco de quatro All-Star Games, das World Series de 1948 e 1954, e o local original do Dawg Pound, Red Right 88 e The Drive.
Durante a maior parte de sua existência foi um local para a prática do beisebol, o estádio era o maior da Major League Baseball em número de assentos, com mais de 78.000 lugares inicialmente e mais de 74.000 em seus anos finais. Foi ultrapassado pelo Los Angeles Memorial Coliseum de 1958 até  1961, quando a casa temporária do Los Angeles Dodgers, e pelo Mile High Stadium em 1993, a casa temporária do Colorado Rockies. Para o futebol americano, o estádio tinha capacidade de 80.000 pessoas, o colocando entre os maiores em capacidade da NFL.
O ex-proprietário dos Browns, Art Modell, tomou o controle do estádio da cidade nos anos 1970 e embora tenha feito melhorias na instalação,  continuou o seu declínio. Os Indians jogaram sua partida final no estádio em outubro de 1993 e se mudaram para o Jacobs Field na temporada seguinte. Embora planos tenham sido anunciados para renovar o estádio que seria usado pelos Browns, em 1995 Modell anunciou suas intenções em mudar a equipe para Baltimore citando o estado do Cleveland Stadium como fator principal. Os Browns jogaram sua partida final no estádio em dezembro de  1995. Como parte do acordo entre Modell, a cidade de Cleveland e a NFL, os Browns foram oficialmente desativados por três temporadas e foi solicitado que a cidade construísse um novo estádio no local do Cleveland Stadium. O Cleveland Stadium foi demolido em 1996 dando espaço para o novo  FirstEnergy Stadium, que foi inaugurado em 1999. Muitos dos detritos da demolição foram colocados no Lago Erie para criar um recife  artificial.